# Hydra javanica
Hydra javanica is een hydroïdpoliep uit de familie Hydridae. De poliep komt uit het geslacht Hydra. Hydra javanica werd in 1927 voor het eerst wetenschappelijk beschreven door Schulze. 